# Dorfkirche Buckow (Rietz-Neuendorf)

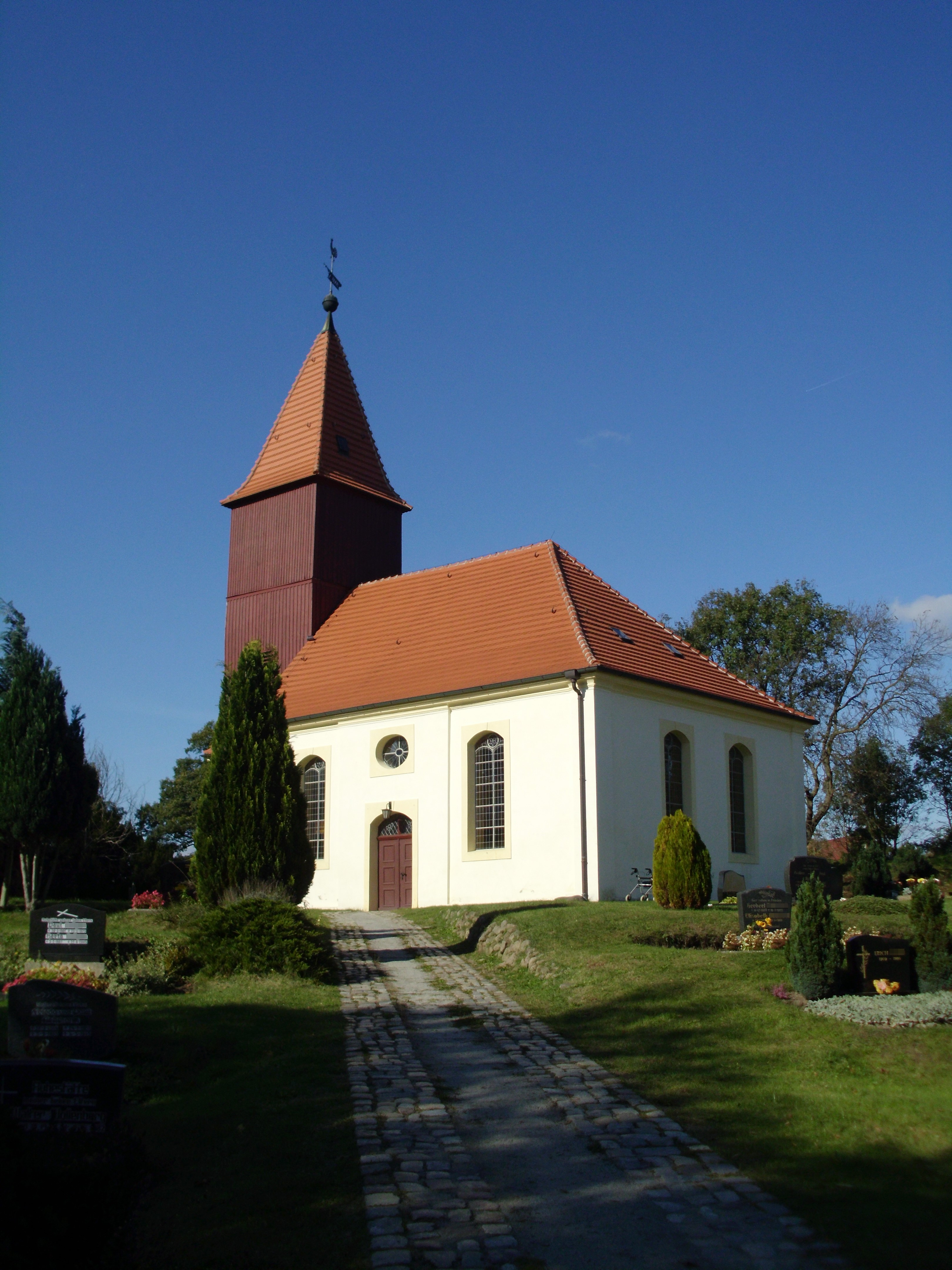
Dorfkirche Buckow (Rietz-Neuendorf)

Die evangelische, denkmalgeschützte Dorfkirche Buckow (Rietz-Neuendorf) steht in Buckow, einem Ortsteil der Gemeinde Rietz-Neuendorf im Landkreis Oder-Spree in Brandenburg. Die Kirchengemeinde gehört zum Kirchenkreis Oderland-Spree der Evangelischen Kirche Berlin-Brandenburg-schlesische Oberlausitz.

## Beschreibung
Die Saalkirche wurde 1737 erbaut. Sie besteht aus einem Langhaus, dessen Satteldach im Osten abgewalmt ist, und einem Kirchturm auf quadratischem Grundriss im Westen, dessen Erdgeschoss aus verputzten Feldsteinen, das vom mittelalterlichen Vorgängerbau stammt, mit holzverschalten Geschossen aufgestockt und mit einem Pyramidendach bedeckt wurde. 
Der Innenraum hat Emporen an drei Seiten. Der Kanzelaltar stammt aus der Bauzeit. Der polygonale Korb der Kanzel ist mit einer Ädikula gerahmt. Die Orgel mit zehn Registern, einem Manual und einem Pedal wurde 1876 von der Teschner Orgelbau gebaut.